# Antonín Kubálek
Antonín Kubálek (Libkovice, 8 de noviembre de 1935-18 de enero de 2011) fue un pianista clásico checo-canadiense.

## Biografía
Kubálek estudió en Praga con el pianista checo František Maxián. Emigró a Canadá en 1968 y se estableció en Toronto. Durante su tiempo en Canadá, Kubálek tocó en conciertos de solo, cámara y con orquesta.
El arte y la musicalidad de Antonin Kubálek ganaron respeto y admiración de audiencias y críticos a nivel internacional. Recibió tres ovaciones después de su actuación en el Rudolfinum en el  Festival de Primavera de Praga. En noviembre de 2002, Kubálek fue reconocido por el Consejo Checo de la Música con un premio honorífico de la UNESCO. Su repertorio excepcionalmente amplio contenía música checa y canadiense, incluidas piezas contemporáneas. Pero también obras románticas de  Chopin,  Schumann, y especialmente  Brahms, por lo que es considerado como uno de los artistas más destacados de los últimos tiempos.
Un educador respetado, Kubálek dio clases en las facultades del Conservatorio Real de Música, la Universidad de Toronto, la Universidad de York, el Conservatorio de Praga y la Academia de Artes Escénicas de Praga. Presidió la Fundación Fred Gaviller Memorial, una organización de Toronto cuya misión era patrocinar recitales debut de jóvenes artistas. Kubálek también se desempeñó como presidente del Comité Asesor de la Sociedad Kapralova en Toronto y participó en el primer documental canadiense sobre Vítězslava Kaprálová para CBC Radio 2 en 2001. En 2003 estableció un festival anual en Zlaté Hory en la República Checa, The International Kubalek Piano Courses, para jóvenes pianistas. Entre sus alumnos más importantes de la época estuvieron Richard Pohl y Birute Bizeviciute.
Fue nominado en dos ocasiones para los Premios Juno en Canadá. Moriría en Praga después de un tumor cerebral.

## Discografía
Kubálek fue un artista internacional de gran éxito, con más de una docena de CD disponibles en el momento de su muerte y dos docenas de títulos de LP en su haber. Sus galardonadas grabaciones de CD en el sello Dorian Recordings le valieron elogios en publicaciones como American Record Guide, Fanfare Magazine, CD Review y Gramophone Magazine. Glenn Gould hizo una contribución única a la carrera de este artista canadiense. La única incursión de Gould en el papel de productor se inspiró en la interpretación de Kubálek: la "Segunda Sonata para piano" de Erich Wolfgang Korngold fue el fruto de esta singular unión musical.